# Accord horizontal
En droit de la concurrence, un accord horizontal (ou un accord de coopération horizontale selon la terminologie communautaire) est un accord ou une pratique concertée entre entreprises opérant au même niveau du marché, c'est-à-dire généralement une coopération entre concurrents.
Du point de vue de la concurrence, ces accords sont ceux qui peuvent causer le plus de problèmes, puisqu'ils sont contractés entre des concurrents directs.
De ce fait, ils peuvent avoir des effets négatifs sur la concurrence (telles que les ententes illicites sur les prix, les quantités ou le partage géographique des marchés) mais peuvent parfois être utiles économiquement (accords de normalisation, de recherche et développement, accords d'achat groupé...). 
Ce type d'accord peut avoir des objectifs très variés, depuis la segmentation d'un marché jusqu'à avoirs des conséquences sur l'évaluation financière.
Dans le cas où les entreprises constituent un accord de coopération pour produire un même produit, elles reçoivent le nom de joint-venture.
La Commission européenne veille à ce que ces accords respectent l'article 101 du traité de fonctionnement de l'Union européenne et n'aient pas pour objet ou pour effet d'empêcher, de restreindre ou de fausser le jeu de la concurrence.